# Terespol
Terespol [tɛˈrɛspɔl] er en by og gmina i det østlige Polen på grænsen til Hviderusland ved floden Bug overfor den hviderussiske by Brest. Terespol har 5.969 indbyggere(2006).

## Oversigt
Byen ligger i powiaten Biała Podlaska i voivodskabet lubelskie (mellem 1975 og 1998 i Biała Podlaska Voivodeship).
Byen er en travl grænseovergang mellem Polen og Hviderusland ved den Europavej E30, der forbinder Berlin-Warszawa-Minsk-Moskva, ligesom det er et vigtigt jernbaneknudepunkt på grænsen. En anden grænseovergang til Brest er placeret i Kukuryki ca. 3 km nordvest for Terespol.
I omegnen af byen findes rester af den gamle zaristiske Brest-Litovsk fæstning, der spillede en væsentlig rolle i modstanden mod Nazi-Tysklands invasion under Operation Barbarossa i 1941 under 2. verdenskrig.
Terespol nævnes i en romanen "Familien Moskat" af den jiddische vinder af Nobelprisen i litteratur, Isaac Bashevis Singer, hvor den unge hovedperson, Asa Heshel Bennet, kommer til Warszawa fra hans hjemby lille Terespol for at studere. I romanen karakteriseres Terespol som en typisk lille søvnig østeuropæisk by.
Terespol er historisk knyttet til adelsfamilierne Fleming, Słuszek og Czartoryski. Det var sandsynligvis her Izabella Czartoryska blev født.

## Venskabsbyer
Terespol er venskabsby med:
- Brest i Hviderusland[1]

## Galleri
- Tog i Terespol.
- Gammelt udrejsestempel fra Terespol til Brest i pas.
- En del af volden ved Brest-Litovsk fæstning nær hovedindgangen til Krigsmindemærket